# Доходный дом Н. А. и С. А. Латониных
Доходный дом Н. А. и С. А. Латониных — памятник архитектуры. Расположен в Центральном районе Санкт-Петербурга, современный адрес дома — улица Белинского, 5.
Здание построено с включением существовавших до него четырёхэтажных строений (неизвестного архитектора 1 трети XIX века) по проекту И. П. Володихина в 1911—1912 годах. У здания шесть этажей, первые два — торговые, с широкими проёмами, разбитыми колонками и пилястрами. Во входной нише поставлена гранитная монолитная колонна с крупно рустованными пилонами. В замках перемычек окон расположены горельефные маскароны.

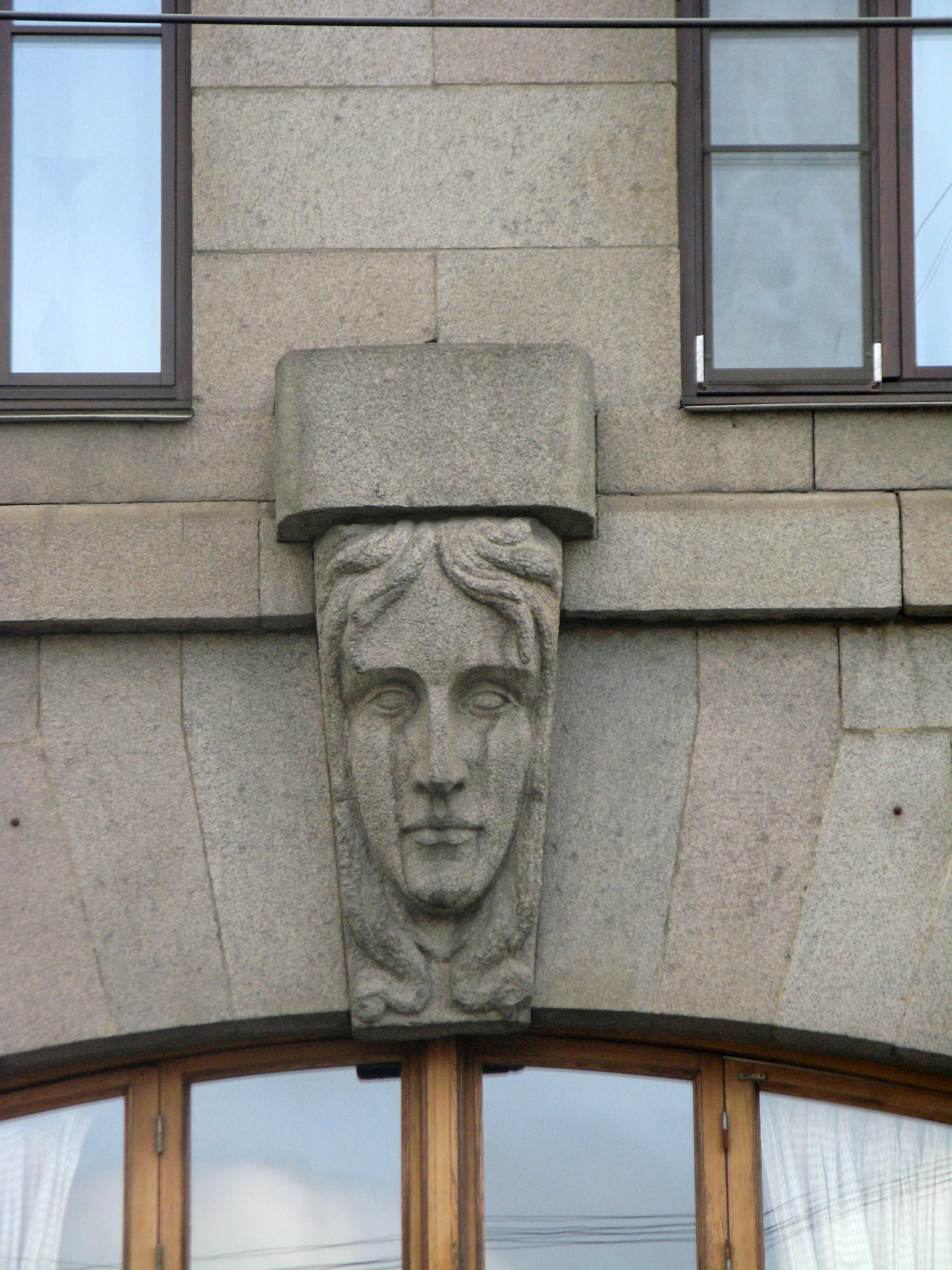

В основном здание облицовано светлым кирпичом-кабанчиком.
Надстроенные верхние этажи оформлены по трём осям эркерами с щипцами над ними, укреплёнными против ветра металлическими раскосами и украшенными тягами-колонками и узкими окошками; средний щипец — единственная асимметричная деталь здания.
Строительство дома, ставшего собственностью Г. Г. фан Гильзе фан дер Пальса, завершил в 1913 году В. Ю. Иогансен. Внутренняя отделка не сохранилась после капитального ремонта начала XXI века.